# Долженко, Андрей Сергеевич
Андрей Сергеевич Долженко (23 августа 1995) — киргизский футболист, левый защитник клуба «Алга». Мастер спорта КР.

## Биография

### Клубная карьера
Воспитанник футбольного клуба «Дордой». На взрослом уровне начал выступать в 2012 году в «Дордое-2» в первой лиге Кыргызстана, а в 2013—2014 годах был в составе клуба высшей лиги «Ала-Тоо», являвшегося фарм-клубом «Дордоя».
В 2015 году стал победителем Спартакиады Кыргызской Республики в составе сборной Бишкека, за что получил звание мастера спорта.
В 2015—2016 годах играл в первой лиге за кантское «Наше Пиво» («Абдыш-Ата-2»), в его составе стал финалистом Кубка Кыргызстана 2015 года, а на следующий год — полуфиналистом.
В 2017 году играл в высшей лиге за «Алгу», а в 2018—2019 годах — за «Илбирс». В 2020—2021 годах провёл полтора сезона в составе «Дордоя», стал чемпионом Кыргызстана 2020 года. Летом 2021 года перешёл в «Алгу», с которой стал бронзовым призёром чемпионата в 2021 и 2022 годах.

### Карьера в сборной
Выступал за молодёжную сборную Кыргызстана. В составе олимпийской сборной был участником Азиатских игр 2018 года, но во всех матчах оставался в запасе. В сентябре 2019 года вызывался в национальную сборную на матч против Таджикистана, но остался запасным.